# 基里利夫卡 (克拉斯諾赫拉德區)
49°31′36″N 35°36′28″E / 49.52667°N 35.60778°E
基里利夫卡（烏克蘭語：Кирилівка）是位於烏克蘭東部的村莊，由哈爾科夫州别列斯京区的克拉斯諾赫拉德市鎮負責管轄。該村處於貝雷斯托韋尼卡河右岸，距離舊維里夫卡2公里和貝雷斯托韋尼卡1公里，始建於1784年，面積2.94平方公里，海拔高度132米，2001年人口549。